# Elynor Bäckstedt
Elynor Bäckstedt. född den 6 december 2001, är en brittisk tävlingscyklist. Hon har en svensk far, Magnus Bäckstedt och walesisk mor Megan Hughes och såväl far som mor har framgångsrika cykelkarriärer bakom sig.
Bäckstedt var den första britt att vinna en medalj i ett ungdoms-OS (2017 European Youth Olympic Festival i Györ, Ungern), vunnit brons i ungdoms-VM 2018, och vunnit ungdomsvarianten av Gent-Wevelgem 2019. Hon har också vunnit brons i team förföljelse vid ungdoms-VM 2018 på bana.
I maj 2019 började hon tävla på seniornivå, och slutade inledningsvis på 35:e plats i Tour de Yorkshire. Inför säsongen 2020 blev Bäckstedt en del av Trek-Segafredos cykelstall.